# Polystichum obai
Polystichum obai är en träjonväxtart som beskrevs av Tag. Polystichum obai ingår i släktet Polystichum och familjen Dryopteridaceae. Inga underarter finns listade.